# Én és a tábornok
Az Én és a tábornok egy 1959-ben bemutatott, második világháborús témájú fekete-fehér filmvígjáték Norman Wisdom főszereplésével. A Pitkin filmek közé tartozik, Magyarországon is bemutatták a mozikban, igen nagy sikerrel. Magyar szinkronos DVD változatban is megjelent.

## Cselekmény
|  | Alább a cselekmény részletei következnek! |

1944 júniusa, dúl a második világháború. A férfiakat rég  bevitték katonának, Norman Pitkin, egy angol kisváros útkarbantartója csak közszolgálati munkájának köszönhetően úszta meg eddig a behívást.
Egy napon új feladatot kap főnökétől, Mr. Grimsdale-től, közvetlenül a helyi laktanya bejáratánál kell felásnia az utat. Noha semmi probléma nem lenne a hadsereggel, Pitkin minden lehetőséget megragad, hogy borsot törjön a katonák, főleg a szigorú kiképzőőrmester orra alá. Addig folytatja a bosszantást, míg az ezredes elintézi, hogy őt is, főnökét is behívják hozzájuk.
A kiképzés nehezen megy, Pitkin a tökéletes antikatona. A sok rossz élmény mellett az egyetlen jó, hogy meglát egy nagyon csinos katonahölgyet, akibe azonnal szerelmes lesz. Mikor ő viszi ki a vasútállomásra, nem tudhatja, hogy a katonahölgy éppen a megszállt Franciaországba készül, mint beépített ügynök.
A kiképzés után az ezredet Franciaországba vezénylik. Pitkin és Grimsdale azonban rossz teherautóra szállnak, az utászok helyett az ejtőernyősökére. Mivel csak a levegőben derül ki a tévedés, ejtőernyőn dobják le őket az eredeti célállomás felett.
Pitkin és Grismsdale katonának nem nagyon váltak be, de utat javítani nagyon tudnak. A front határán annyira gyorsan haladnak az útjavítással, hogy véletlenül átlépik a frontot. Pitkin bemegy a közeli, még német megszállás alatti  kisvárosba vásárolni. A helyi bisztróban több meglepetés éri. Majdnem lelövik az ellenállók, mert kísértetiesen hasonlít a  városparancsnokra, a kémeket gyűlölő és kegyetlen Schreiber tábornokra. Viszont összeakad az éppen itt Maria néven titkos feladatot végrehajtó katonahölggyel és Henri Le Blanc-nal, a helyi ellenállás vezetőjével.
Míg Pitkin vásárol, Mr. Grimsdale-t elfogják a németek. A helyi kastélyban állomásozó tábornok meg van győződve róla, hogy magát Henri Le Blanc-t fogta el. Pitkin és a valódi Le Blanc éppen távoznak a bisztróból, amikor a németek razziázni mennek, elfogják Mariát és a bisztróst. Pitkin és Le Blanc útjavítóknak álcázzák magukat, a kastély falánál alagutat ásva próbálják meg barátaikat kiszabadítani. A belső udvaron ásott kivezető lyukat gallyakkal elfedik. Le Blanc bemászik az ablakon, ám Schreiber elfogja, mert azt hiszi, ő Pitkin. Másnap reggel a tábornok mindenkit ki akar végeztetni.
Már csak Pitkin szabad. Bemászik az ablakon, majd hasonlatosságát kihasználva beöltözik a tábornoknak, még annak  sebhelyét is utánozza az arcán. Schreiber aznap este egy illusztris vendéget fogad, egy kissé túlsúlyos operaénekesnőt, a Birodalmi Opera csalogányát, akivel pezsgős vacsora után elmerülnek a legmélyebb élvezetekben: Schubert-dalokat énekelnek. Míg a tábornok gargalizálni megy, a másik szobában elbújt, tábornoknak beöltözött Pitkin rázárja a fürdőszoba ajtaját, majd a pincébe indul kimenteni barátait. Az operaénekes hölgy azonban észreveszi, azt hiszi, ő a valódi tábornok, így be kell állnia énekelni, azonban hangja semmi nincs.
A tábornok közben kiszabadítja magát, egy szobába kerül Pitkinnel, aki az összetört szobatükör helyére állva utánozza a tábornok tükörképét, majd leüti Schreibert. Pitkin lemegy a pincébe, kiszabadítja barátait, de ő maga lebukik, Schreiber azt hiszi róla, ő Grimsdale. Másnap reggel Pitkin bekötött szemmel áll a kastély falánál, a sortűzre várva. A tábornok rászól, lépjen két lépést előre, most festették a falat, kár lenne összevérezni. Pitkin előre lép, és beleesik az előző este ásott alagút álcázott lyukába, ezen keresztül  elmenekül.
A háború után Grimsdale visszatér a városi hivatalba, mint útmérnök. Éppen beszédet mond Pitkin hőstettéről, mikor az útkarbantartó ember jelenti, a katonák ismét kellemetlenkednek. Grimsdale azonnal jelenti a polgármesternek, aki azóta már Norman Pitkin, a város hőse.     
|  | Itt a vége a cselekmény részletezésének! |

## Szereposztás
| Szerep                                               | Színész           | Magyar hangja (1. szinkron, 1965) | Magyar hangja (2. szinkron, 1979) |  |
| ---------------------------------------------------- | ----------------- | --------------------------------- | --------------------------------- |  |
| Norman Pitkin / Otto Schreiber tábornok              | Norman Wisdom     | Márkus László                     | Zenthe Ferenc                     |  |
| Lesley Cartland, katonahölgy                         | Honor Blackman    | N/A                               | Szabó Tünde                       |  |
| Mr. Grimsdale                                        | Edward Chapman    | N/A                               | Szabó Ottó                        |  |
| Loder őrmester, szigorú kiképző                      | Campbell Singer   | N/A                               | Horváth Sándor                    |  |
| Gretchen operaénekesnő, a Birodalmi Opera csalogánya | Hattie Jacques    | N/A                               | Győri Ilona                       |  |
| Henri Le Blanc, ellenálló                            | Brian Worth       | N/A                               | Bács Ferenc                       |  |
| Wharton százados, a laktanyából                      | Terence Alexander | N/A                               | Balkay Géza                       |  |
| Layton ezredes, laktanyaparancsnok                   | John Warwick      | N/A                               | Bregyán Péter                     |  |
| Hunt tábornok                                        | Arnold Bell       | N/A                               | Képessy József                    |  |
| Jean-Claude, bisztrótulajdonos                       | André Maranne     | N/A                               | Koroknay Géza                     |  |
| Ford százados                                        | Frank Williams    | N/A                               | Balázsi Gyula                     |  |
| Katonaorvos                                          | Eddie Leslie      | N/A                               | Kiss László                       |  |
| Jogenkraut, német tiszt                              | Victor Beaumont   | N/A                               | N/A                               |  |

## Érdekesség
A film a Pitkin és Schreiber tábornok közötti hasonlatosságra épül. Hasonló Norman Wisdom film az Én és a gengszter, ami Pitkin rendőrségi autómosó és Giulio Napolitani sztárfodrász és nagystílű gengsztervezér hasonlatosságára épül.

## Mozielőzetes
- The Square Peg. A film a Youtube-on (angolul). YouTube.com

- Én és a tábornok, 1958. teljes film magyar szinkronnal. videa.hu. (Hozzáférés: 2021. február 18.)